# Cena BAFTA za nejlepší animovaný film
Cena BAFTA za nejlepší animovaný film je cena, kterou od roku 2006 každoročně uděluje Britská akademie filmového a televizního umění za nejlepší animovaný film.

## Vítězové a nominovaní

### První dekáda 21. století
| Kategorie     | Film                              | Režie                                      | Země                   |
| ------------- | --------------------------------- | ------------------------------------------ | ---------------------- |
| 2006          |                                   |                                            |                        |
| Nejlepší film | Happy Feet                        | George Miller, Warren Coleman, Judy Morris | USA Austrálie          |
| Nejlepší film | Auta                              | John Lasseter, Joe Ranft                   | USA                    |
| Nejlepší film | Spláchnutej                       | David Bowers, Sam Fell                     | USA Spojené království |
| 2007          |                                   |                                            |                        |
| Nejlepší film | Ratatouille                       | Brad Bird, Jan Pinkava                     | USA                    |
| Nejlepší film | Shrek Třetí                       | Chris Miller, Raman Hui                    | USA                    |
| Nejlepší film | Simpsonovi ve filmu               | David Silverman                            | USA                    |
| 2008          |                                   |                                            |                        |
| Nejlepší film | VALL-I                            | Andrew Stanton                             | USA                    |
| Nejlepší film | Persepolis                        | Marjane Satrapi, Vincent Paronnaud         | Francie Írán           |
| Nejlepší film | Valčík s Bašírem                  | Ari Folman                                 | Izrael                 |
| 2009          |                                   |                                            |                        |
| Nejlepší film | Vzhůru do oblak                   | Pete Docter, Bob Peterson                  | USA                    |
| Nejlepší film | Koralína a svět za tajnými dveřmi | Henry Selick                               | USA                    |
| Nejlepší film | Fantastický pan Lišák             | Wes Anderson                               | USA                    |

### Druhá dekáda 21. století
| Kategorie     | Film                                  | Režie                                       | Země                                              |
| ------------- | ------------------------------------- | ------------------------------------------- | ------------------------------------------------- |
| 2010          |                                       |                                             |                                                   |
| Nejlepší film | Toy Story 3: Příběh hraček            | Lee Unkrich                                 | Spojené státy americké                            |
| Nejlepší film | Já, padouch                           | Pierre Coffin Chris Renaud                  | Spojené státy americké                            |
| Nejlepší film | Jak vycvičit draka                    | Chris Sanders Dean DeBlois                  | Spojené státy americké                            |
| 2011          |                                       |                                             |                                                   |
| Nejlepší film | Rango                                 | Gore Verbinski                              | Spojené státy americké                            |
| Nejlepší film | Tintinova dobrodružství               | Steven Spielberg                            | Spojené státy americké Nový Zéland                |
| Nejlepší film | Velká vánoční jízda                   | Sarah Smith                                 | Spojené státy americké Spojené království         |
| 2012          |                                       |                                             |                                                   |
| Nejlepší film | Rebelka                               | Mark Andrews Brenda Chapman                 | Spojené státy americké                            |
| Nejlepší film | Frankenweenie: Domácí mazlíček        | Tim Burton                                  | Spojené státy americké                            |
| Nejlepší film | Norman a duchové                      | Sam Fell, Chris Butler                      | Spojené státy americké                            |
| 2013          |                                       |                                             |                                                   |
| Nejlepší film | Ledové království                     | Chris Buck Jennifer Lee                     | Spojené státy americké                            |
| Nejlepší film | Já, padouch 2                         | Pierre Coffin Chris Renaud                  | Spojené státy americké                            |
| Nejlepší film | Univerzita pro příšerky               | Dan Scanlon                                 | Spojené státy americké                            |
| 2014          |                                       |                                             |                                                   |
| Nejlepší film | LEGO příběh                           | Phil Lord Christopher Miller                | Spojené státy americké Dánsko Austrálie           |
| Nejlepší film | Velká šestka                          | Don Hall Chris Williams                     | Spojené státy americké                            |
| Nejlepší film | Škatuláci                             | Anthony Stacchi Graham Annable              | Spojené státy americké Spojené království Německo |
| 2015          |                                       |                                             |                                                   |
| Nejlepší film | V hlavě                               | Pete Docter                                 | Spojené státy americké                            |
| Nejlepší film | Mimoni                                | Pierre Coffin Kyle Balda                    | Spojené státy americké                            |
| Nejlepší film | Ovečka Shaun ve filmu                 | Richard Starzak, Mark Burton                | Spojené království                                |
| 2016          |                                       |                                             |                                                   |
| Nejlepší film | Kubo a kouzelný meč                   | Travis Knight                               | Spojené státy americké                            |
| Nejlepší film | Hledá se Dory                         | Andrew Stanton                              | Spojené státy americké                            |
| Nejlepší film | Odvážná Vaiana: Legenda o konci světa | Ron Clements John Musker                    | Spojené státy americké                            |
| Nejlepší film | Zootropolis: Město zvířat             | Byron Howard Rich Moore                     | Spojené státy americké                            |
| 2017          |                                       |                                             |                                                   |
| Nejlepší film | Coco                                  | Lee Unkrich                                 | Spojené státy americké Spojené království         |
| Nejlepší film | S láskou Vincent                      | Dorota Kobiela, Hugh Welchman               | Polsko Spojené království                         |
| Nejlepší film | Můj život Cuketky                     | Claude Barras                               | Švýcarsko Francie                                 |
| 2018          |                                       |                                             |                                                   |
| Nejlepší film | Spider-Man: Paralelní světy           | Bob Persichetti Peter Ramsey Rodney Rothman | Spojené státy americké                            |
| Nejlepší film | Úžasňákovi 2                          | Brad Bird                                   | Spojené státy americké                            |
| Nejlepší film | Psí ostrov                            | Claude Barras                               | Spojené státy americké Německo                    |
| 2019          |                                       |                                             |                                                   |
| Nejlepší film | Klaus                                 | Sergio Pablos                               | Spojené státy americké Španělsko                  |
| Nejlepší film | Ledové království II                  | Chris Buck, Jennifer Lee                    | Spojené státy americké                            |
| Nejlepší film | Ovečka Shaun ve filmu: Farmageddon    | Will Becher, Richard Phelan                 | Spojené království                                |
| Nejlepší film | Toy Story 4: Příběh hraček            | Josh Cooley                                 | Spojené státy americké                            |

### Třetí dekáda 21. století
| Kategorie     | Film                                    | Režie                                               | Země                                         |
| ------------- | --------------------------------------- | --------------------------------------------------- | -------------------------------------------- |
| 2020          |                                         |                                                     |                                              |
| Nejlepší film | Duše                                    | Pete Docter a Kemp Powers                           | Spojené státy americké                       |
| Nejlepší film | Frčíme                                  | Dan Scanlon                                         | Spojené státy americké                       |
| Nejlepší film | Vlkochodci                              | Tomm Moore, Ross Stewart                            | Spojené království Irsko Francie Lucembursko |
| 2021          |                                         |                                                     |                                              |
| Nejlepší film | Encanto                                 | Jared Bush a Byron Howard                           | Spojené státy americké                       |
| Nejlepší film | Utéct                                   | Jonas Poher Rasmussen                               | Dánsko Spojené státy americké                |
| Nejlepší film | Luca                                    | Enrico Casarosa                                     | Spojené státy americké                       |
| Nejlepší film | Rodina na baterky                       | Mike Rianda                                         | Spojené státy americké                       |
| 2022          |                                         |                                                     |                                              |
| Nejlepší film | Pinocchio Guillerma del Tora            | Guillermo del Toro a Mark Gustafson                 | Spojené státy americké Mexiko                |
| Nejlepší film | Marcel the Shell with Shoes On          | Dean Fleischer Camp                                 | Spojené státy americké                       |
| Nejlepší film | Kocour v botách: Poslední přání         | Joel Crawford                                       | Spojené státy americké                       |
| Nejlepší film | Proměna                                 | Domee Shi                                           | Spojené státy americké                       |
| 2023          |                                         |                                                     |                                              |
| Nejlepší film | Chlapec a volavka                       | Hajao Mijazaki                                      | Japonsko                                     |
| Nejlepší film | Slepičí úlet 2                          | Sam Fell                                            | Spojené království                           |
| Nejlepší film | Mezi živly                              | Peter Sohn                                          | Spojené státy americké                       |
| Nejlepší film | Spider-Man: Napříč paralelními světy    | Joaquim Dos Santos, Kemp Powers, Justin K. Thompson | Spojené státy americké                       |
| 2024          |                                         |                                                     |                                              |
| Nejlepší film | Wallace a Gromit: Pomstu poznáš po peří | Nick Park, Merlin Crossingham                       | Spojené království                           |
| Nejlepší film | Kočičí odysea                           | Gints Zilbalodis                                    | Lotyšsko                                     |
| Nejlepší film | V hlavě 2                               | Kelsey Mann                                         | Spojené státy americké                       |
| Nejlepší film | Rozzum v divočině                       | Chris Sanders                                       | Spojené státy americké                       |